# Jam Music Lab – Privatuniversität für Jazz und Popularmusik Wien
Die Jam Music Lab – Privatuniversität für Jazz und Popularmusik Wien ist eine österreichische Privatuniversität mit Sitz im Wiener Stadtteil Simmering.
Im Jänner 2017 wurde das Institut als Privatuniversität akkreditiert. Die Jam Music Lab war zu diesem Zeitpunkt die 13. Privatuniversität in Österreich und nach der Anton-Bruckner-Privatuniversität in Linz und der Musik-und-Kunst-Privatuniversität der Stadt Wien die dritte Privatuniversität für Musik.

## Lehrende
Zu den Lehrenden des Instituts zählen nach eigenen Angaben unter anderem:
- Andy Bartosh
- Thomas Gansch
- Herwig Gradischnig
- Richard Graf
- Maja Jaku
- Michael Kahr
- Jörg Leichtfried
- Georg O. Luksch
- Christoph Mallinger
- Engel Mayr
- Christian Mühlbacher
- Flip Philipp
- Marcus Ratka
- Paul Urbanek